# 몬테성

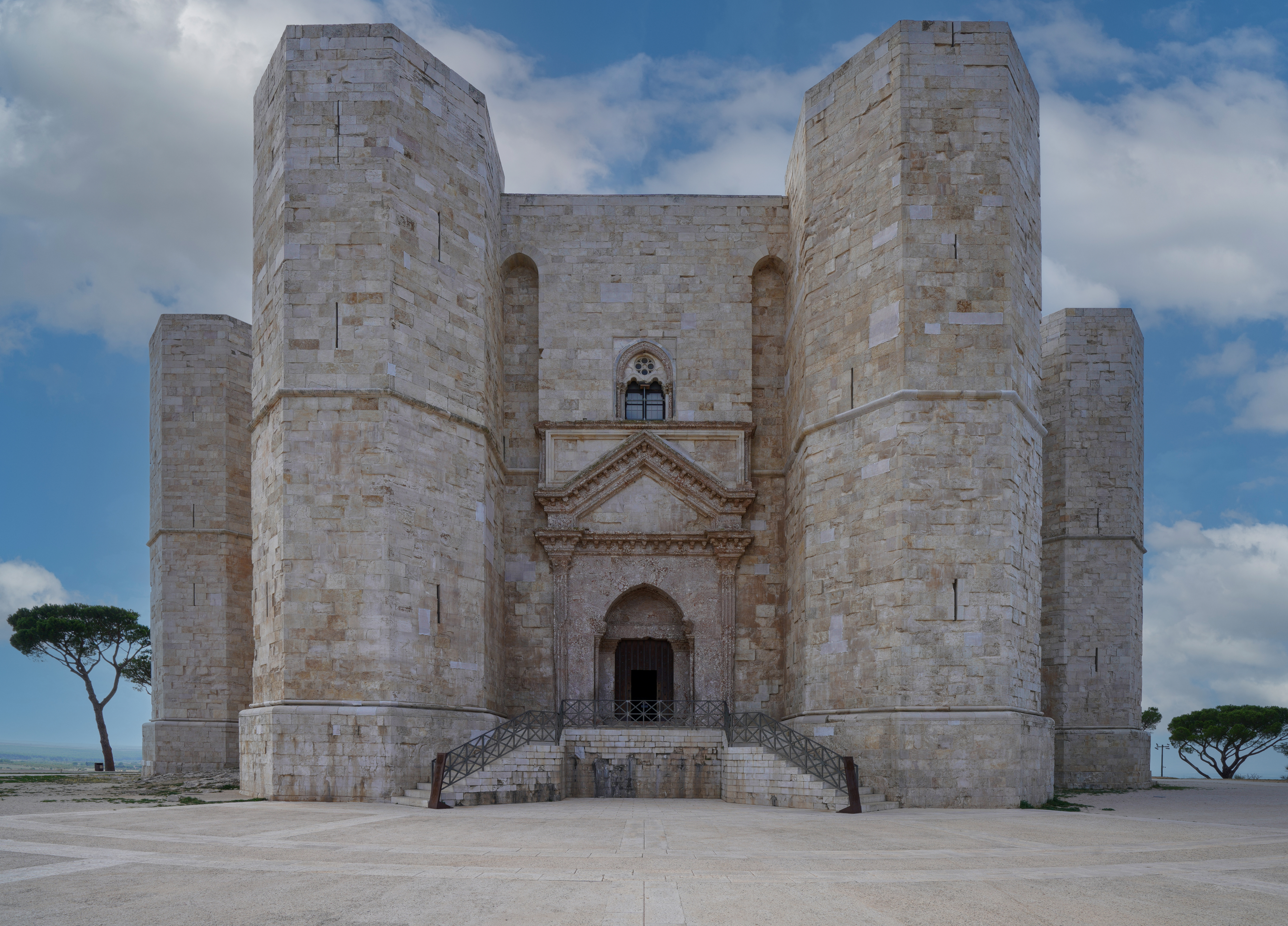
몬테성

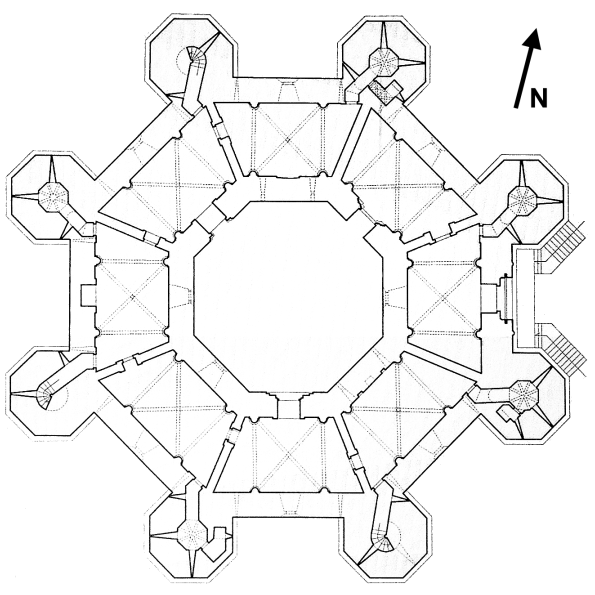
몬테성 평면도

몬테성(이탈리아어: Castel del Monte 카스텔 델 몬테[*])은 이탈리아 남부 풀리아주 안드리아 부근에 위치한 중세 시대의 성채이다. 요새는 팔각형 모양을 띠고 있으며 요새 모서리에는 팔각형 모양의 탑이 있다. 요새 안에는 팔각형 모양의 안뜰이 있다.
1240년 신성 로마 제국의 황제인 프리드리히 2세에 의해 건립되었다. 1876년에 이탈리아 국가 소유가 되었고 1928년부터 복원이 시작되었다. 1996년 유네스코 세계유산으로 지정되었다. 이탈리아의 1유로센트 주화 앞면에는 몬테성이 그려져 있다.